# Alfredo Costa (Fußballspieler)
Alfredo Costa (geb. 12. April 1921 in Buenos Aires; gest. 12. März 1989) war ein argentinischer Fußballspieler, der vorwiegend in der Verteidigung bzw. im defensiven Mittelfeld agierte. Mit dem León FC gewann er in den späten 1940er und frühen 1950er Jahren insgesamt dreimal die mexikanische Fußballmeisterschaft.

## Laufbahn
Costa wurde 1944 vom León FC verpflichtet, nachdem dieser in die ein Jahr zuvor eingeführte mexikanische Profiliga aufgenommen worden war. Costa spielte bis zur Saison 1952/53 bei den Esmeraldas, für die der offensivstarke Defensivspieler in neun Spielzeiten insgesamt 20 Treffer in den Ligaspielen erzielte. Neben den bereits erwähnten Meistertiteln gewann Costa auch zweimal den mexikanischen Supercup sowie einmal den  Pokalwettbewerb.

## Erfolge
- Mexikanischer Meister: 1948, 1949, 1952
- Mexikanischer Pokalsieger: 1949
- Mexikanischer Supercup: 1948, 1949